# Prélude en mi bémol majeur
Le Prélude en mi bémol majeur, op. 10, est une œuvre de la compositrice Mel Bonis, datant de 1889.

## Composition
Mel Bonis compose son Prélude en mi bémol majeur pour piano en 1889. L'œuvre est publiée la même année aux éditions Durdilly, puis rééditée en 2006 par les éditions Furore. Il s'agit d'une très courte page d'introduction de 23 mesures.

## Édition actuelle
- In Mel Bonis, œuvres pour piano, Volume 2 - Pièces pittoresques et poétiques A; éd. Furore, 2006

## Discographie
- L'ange gardien, par Laurent Martin (piano), Ligia Digital LIDI 01033181-07, 2007 (OCLC 884450880)
- Regards : œuvres choisies de Mel Bonis, par Cécile Chaminade, Clara Schumann, Marianna von Martinez - Didier Castell-Jacomin (piano), Continuo Classics/Integral classic INT 221.250, 2011 (OCLC 929671250)
- Myriam Barbaux-Cohen (piano) et Mel Bonis, Mémoires d'une femme, Ars Produktion, janvier 2022. (EAN 4260052383490)

## Sources
: document utilisé comme source pour la rédaction de cet article.
- Étienne Jardin, Mel Bonis (1858-1937) : parcours d'une compositrice de la Belle Époque, 2020 (ISBN 978-2-330-13313-9 et 2-330-13313-8, OCLC 1153996478, lire en ligne).
- (fr + de + en) Eberhard Mayer et Christine Géliot, Pièces pittoresques et poétiques, vol. A (1881-1895), Kassel, Furore Verlag, 2006, 52 p. (ISMN 9790500129196).